# Rogožarski SIM-XIV-H
El Rogožarski SIM-XIV-H (en serbio: Рогожарски СИМ-XIV-Х ) fue un hidroavión bimotor triplaza de reconocimiento costero y bombardero ligero construido en Yugoslavia. Fue diseñado y construido por la compañía Rogožarski en Belgrado, para el Servicio Aéreo Naval del Reino de Yugoslavia. La importancia de este avión, uno de los hidroaviones más interesantes aparecidos durante el periodo previo a la II Guerra Mundial, radicó en que fue el primer avión bimotor de diseño y construcción yugoslavo.

## Diseño y desarrollo
En enero de 1937, el Servicio Aéreo de la Armada Yugoslava emitió una especificación para un hidroavión de reconocimiento costero bimotor con el objeto de reemplazar sus obsoletos hidrocanoas Ikarus IO en servicio desde 1927.
Desarrollo SIM-XIV-H y SIM-XIVB-H
Para cumplir con este requisito, la compañía Rogozarski propuso el SIM-XIV-H, un hidroavión bimotor diseñado por el ingeniero mecánico y jefe de las oficinas de construcción y producción Sima Milutinović. El prototipo del avión con una proa acristalada y rematada por una torreta artillada Vickers de operación manual fue terminado en enero de 1938. El primer vuelo de prueba lo realizó el teniente August Canjko el 8 de febrero de 1938 en la base naval de Divulje, Croacia. Después de una detallada prueba de fábrica, el avión continuó siendo probado por cuenta del Servicio Aéreo Naval.Para solventar algunos defectos encontrados, fue devuelto a la fábrica, donde se decidió construir un nuevo fuselaje sin torreta delantera, con estabilizadores horizontales mas elevados y una cabina y cubierta de proa rediseñadas. El prototipo así modificado, fue testado en el túnel aerodinámico de Varsovia y el avión con el nuevo fuselaje despegó en Divulje a mediados de agosto de 1938.
SIM-XIV-H Serie 0
Se encargó un primer lote de seis unidades de preserie SIM-XIV-H Serie 0 antes de que se completaran todas las pruebas del prototipo que se entregó en la segunda mitad de 1939. En la producción en serie se habían eliminado todos los defectos que se observaron durante las pruebas del prototipo. El hidroavión, estaba equipado como un explorador costero con características de bombardero ligero. Contaba con tres tripulantes; piloto, observador/artillero y operador de radio/artillero trasero. Durante su uso, el avión fue apodado " Велики Сим " (Gran SIM) entre los pilotos y el personal técnico.
Diseño SIM-XIV-H

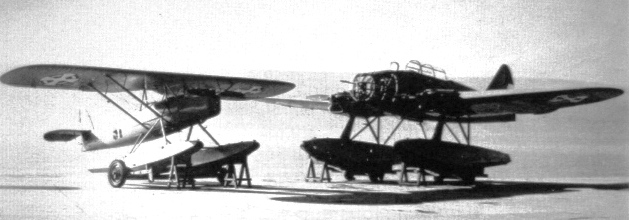
SIM-XIV-H junto a un SIM-XII-H

El SIM-XIV-H era un monoplano de ala baja de construcción mixta de madera y metal, con un fuselaje monocasco de sección transversal elíptica, y estructura de soporte del fuselaje de tubos de acero cubiertos con láminas de madera contrachapada. El ala estaba arriostrada al fuselaje por montantes ovoides paralelos de tubo de acero, al igual que la cola. Tenía una proa acristalada para el observador armada con una ametralladora. El piloto y el operador de radio/artillero se sentaban en tándem bajo una larga cubierta. El fuselaje trasero estaba recubierto de lona, mientras que las superficies móviles de la cola estaban revestidas de metal. El ala elíptica, era de construcción en madera y estaba revestida de madera contrachapada. A excepción del prototipo, en el que las alas estaban unidas al fuselaje mediante fuertes puntales cortos en la parte superior, las alas eran autoportantes en los aviones de serie. 

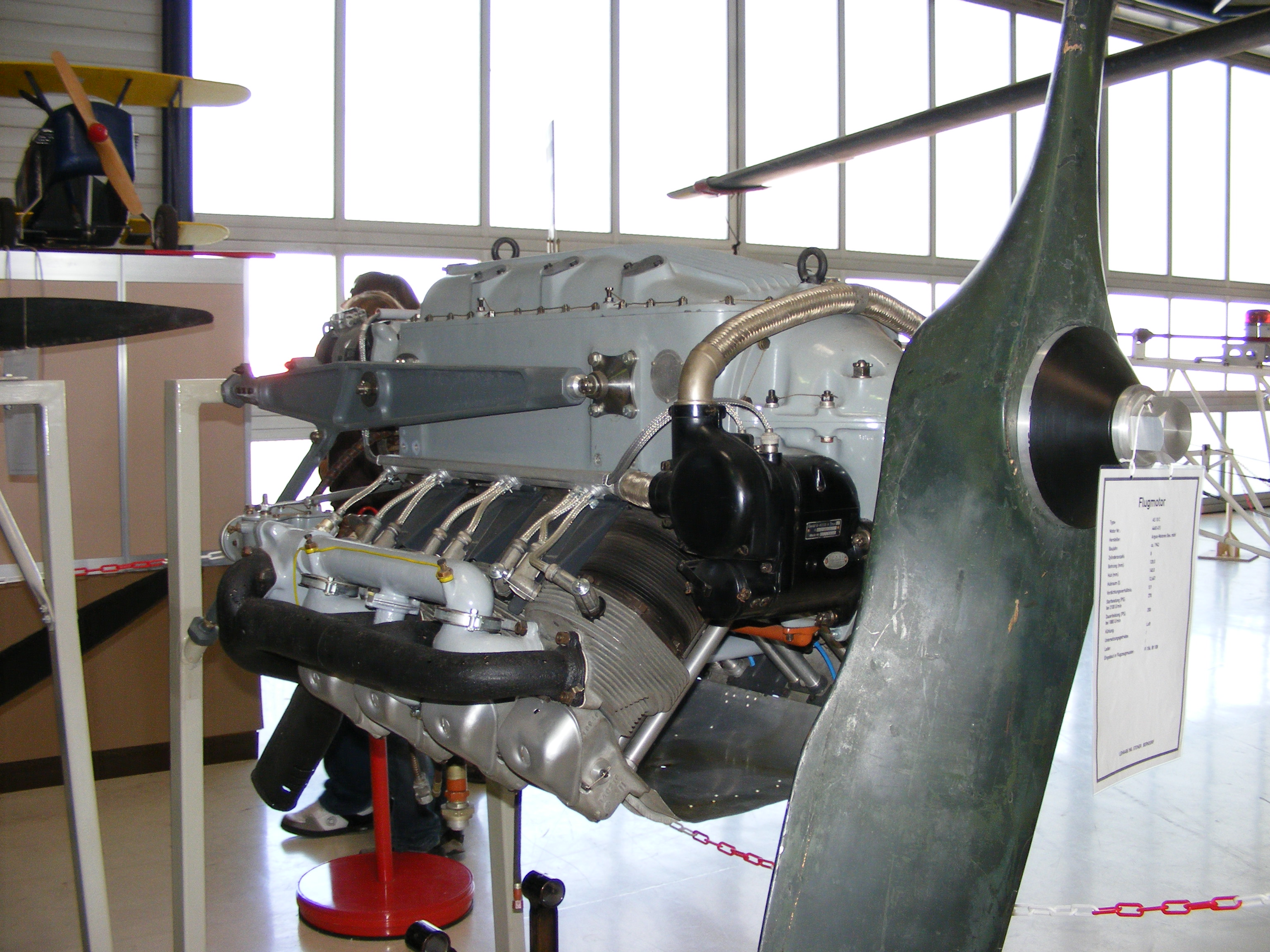
Argus As 10

Estaba propulsado por dos motores en V invertida a 90° enfriados por aire, Argus As 10 C de 240 hp (179 kW)  que impulsaban hélices de madera bipalas de paso fijo, también diseñadas por el ingeniero Milutinović. Dos flotadores realizados en Alclad y fabricados por la compañía estadunidense Edo Aircraft Corporation estaban unidos por puntales a las góndolas del motor y al fuselaje. 
SIM-XIVB-H (Serie 1)
Encargados en 1939 y entregados en 1940, los doce aviones de esta serie se diferenciaban de los de la primera en estar propulsados por motores Argus As 10 E de mayor potencia, con 270 hp (199 kW) y hélices metálicas Schwarz-Argus de paso variable, alas cantilever, la sección trasera del fuselaje, la cola y las cubiertas fueron reformadas de nuevo.
En 1940 se ordenó un tercer lote de doce aviones con motores Argus As 410 de 450 hp (336 kW); su construcción fue interrumpida por la invasión alemana de Yugoslavia en abril de 1941. Los planes para una adaptación del SIM-XIV-H como avión de entrenamiento terrestre también fueron abandonados.

## Armamento
El armamento básico del avión consistía en bombas antisubmarinas; una de 100 kg o dos de 50 kg. Para ataques antipersonal, podía trasportar doce bombas de fragmentación de 12 kg. Normalmente, el avión estaba armado con dos ametralladoras cal. 7,92 mm a bordo; una instalada en la proa acristalada manejada por el observador y la otra en la cabina trasera. Estaba provisto de un visor de bombardero ViRo de fabricación yugoslava, y para bombardear en vuelo rasante, también de construcción local un visor Brilet.

## Historial operativo
A los 1.º y 5.º escuadrones navales les fueron asignados seis aviones respectivamente, el 11.º escuadrón en Kumbor (Kotor ) y el 15.º en Vidica, cerca de Šibenik , recibieron cada uno dos aparatos. Antes de que Yugoslavia fuera atacada, fueron utilizados para llevar a cabo las tareas para las que habían sido diseñados, con una intensa actividad de entrenamiento en vuelos de patrulla, escolta de convoyes, bombardeos o búsqueda de submarinos debido a la inminente amenaza de conflicto. Un aparato, equipado con doble mando fue entregado a la estación de hidroaviones de entrenamiento en Divulje, Croacia. En ese período, tres aviones resultaron destruidos, por lo que dieciséis aviones permanecían en servicio cuando estallaron las hostilidades.
Estos aviones fueron utilizados durante la invasión de Yugoslavia en operaciones contra los alemanes e italianos a lo largo de la costa del Adriático, realizando reconocimientos y cubrieron junto con tres Dornier Do 22 el primer dia de la guerra las acciones de minado en la zona del puerto de Budva, Montenegro. El 8 de abril de 1941 tres hidroaviones fueron destruidos en un ataque de la Regia Aeronautica. Después de la capitulación de Yugoslavia el 15 de abril de 1941, cuatro unidades intentaron escapar a Grecia; dos fueron destruidos y dos llegaron a bases británicas en Egipto vía Creta -las diversas fuentes difieren en el número de unidades-. Estos dos aviones fueron utilizados encuadrados junto a los Dornier Do 22Kg yugoslavos en el 230 Squadron de la RAF en Abukir siendo utilizados en misiones de reconocimiento de la costa de Egipto y Libia hasta que uno se perdió en 1942 en un amerizaje forzoso, y el otro fue desguazado por falta de repuestos. 
La Regia Aeronautica confiscó un total de ocho aviones, un aparato de la Serie 0 y siete de la Serie 1 en las bases de Kumbor y Divulje. Las tripulaciones no los habían destruido porque querían conservarlos para la fuerza aérea del recién formado Estado croata . Sin embargo, no fue así, los italianos asignaron los aviones a su aviación naval; un ejemplar fue transferido inmediatamente al Centro de Pruebas y base de hidroaviones de Vigna di Valle, donde mostró mejores resultados que los encontrados en las pruebas en Yugoslavia, mientras que los otros, tras una sustitución parcial del equipamiento; la modificación más significativa fue la instalación de una cámara fotográfica en la proa, fueron transferidos a la Scuola di Osservazione Marittima di Orbetello, continuando en uso para fines de entrenamiento y comunicaciones hasta finales de 1942. Uno de ellos se estrelló el 16 de octubre de 1941, quedando fuera de servicio. Después de la capitulación italiana en septiembre de 1943, los alemanes capturaron los SIM-XIV-H italianos restantes, poniendo fin a su servicio.

## Características técnicas (SIM-XIVB-H Serie 0)
Referencia datos: Enciclopedia Ilustrada de la Aviación Vol.11 (1982) Delta pág. 2816 ISBN 84-85822-97-8

### Características generales
- Tripulación: 3
- Longitud: 11,20 m
- Envergadura: 15,20 m
- Altura: 4,48 m
- Superficie alar: 35,55 m²
- Peso cargado: 2230 kg
- Peso máximo al despegue: 3350 kg
- Planta motriz: 2× V8 invertido a 90° enfriado por aire Argus As 10 C.
  - Potencia: 177 kW (244 HP; 241 CV) cada uno.
- Hélices: 2× Madera bipala de paso fijo por motor.

### Rendimiento
- Velocidad nunca excedida (Vne): 242 km/h al nivel de mar
- Velocidad máxima operativa (Vno): 208 km/h a 2000 m
- Velocidad crucero (Vc): 180 km/h
- Alcance: 840 km con carga máxima de combustible
- Techo de vuelo: 4500 m
- Régimen de ascenso: 232,6 m/min, 3,87 m/s

### Armamento
- Ametralladoras: 2× Browning FN cal. 7,92 mm
- Bombas: 1 de 100 kg o
 2 de 50 kg o
 12 de 12 kg